# Pwo de l'Ouest
Le pwo de l’Ouest, aussi appelé pwo occidental ou pwo du delta, est une langue sino-tibétaine de la branche karen, parlée en Birmanie.

## Sources
- (en) Kato Atsuhiko, « The phonological systems of three Pwo Karen dialects », Linguistics of the Tibeto-Burman Area, vol. 18, no 1,‎ 1995, p. 63-103 (lire en ligne)